# RTL's Waargebeurde Verhalen
RTL's waargebeurde verhalen was een programma van RTL 4 waarin alleen films gebaseerd op waargebeurde verhalen werden vertoond.
De meeste films werden tot en met 2006 elke woensdag uitgezonden tussen 20.30 - 22.30 op RTL 4. 

## De waargebeurde verhalen
| Uitgezonden RTL 4 | Waargebeurd Verhaal                                          |
| ----------------- | ------------------------------------------------------------ |
| 08 januari 2003   | In The Best Interest Of The Children                         |
| 15 januari 2003   | Crime Of Innocence                                           |
| 29 januari 2003   | Someone She Knows                                            |
| 05 februari 2003  | Follow The Stars Home                                        |
| 12 februari 2003  | Judgement Day: The Ellie Nesler Story                        |
| 19 februari 2003  | Those She Left Behind                                        |
| 26 februari 2003  | While Justice Sleeps                                         |
| 05 maart 2003     | Entertaining Angels: The Dorothy Day Story                   |
| 12 maart 2003     | Locked In Silence                                            |
| 19 maart 2003     | Awake To Danger                                              |
| 26 maart 2003     | A Time To Heal                                               |
| 02 april 2003     | No Higher Love                                               |
| 09 april 2003     | Bed Of Lies                                                  |
| 16 april 2003     | Black Widow Murders: The Blanch Taylor Moore Show            |
| 23 april 2003     | Life's Little Struggles: Half A Dozen Babies                 |
| 30 april 2003     | Joshua's Heart                                               |
| 07 mei 2003       | First Do No Harm                                             |
| 14 mei 2003       | Beyond Betrayal                                              |
| 21 mei 2003       | Beyond Obsession                                             |
| 28 mei 2003       | Danger Of Love                                               |
| 04 juni 2003      | Enslavement: True Story Of Fanny Kemble                      |
| 11 juni 2003      | Deliver Them From Evil - The Taking Of Alta View             |
| 18 juni 2003      | The Flood: Who Will Save Our Children                        |
| 25 juni 2003      | It Was Him Or Us                                             |
| 02 juli 2003      | A Killer Among Friends                                       |
| 09 juli 2003      | A Promise To Keep                                            |
| 16 juli 2003      | Lies Of The Heart: The Story Of Laurie Kellogg               |
| 23 juli 2003      | A Mother's Justice                                           |
| 30 juli 2003      | Missing Pieces                                               |
| 06 augustus 2003  | No Child Of Mine                                             |
| 13 augustus 2003  | Shattered Innocence                                          |
| 20 augustus 2003  | A Gift Of Love: The Daniel Huffman Story                     |
| 27 augustus 2003  | To Live Again                                                |
| 03 september 2003 | Dangerous Evidence                                           |
| 10 september 2003 | Rudy: The Rudy Giuliani Story                                |
| 17 september 2003 | There Was A Little Boy                                       |
| 24 september 2003 | Hit And Run                                                  |
| 01 oktober 2003   | Where Are My Children?                                       |
| 08 oktober 2003   | Cab To Canada                                                |
| 15 oktober 2003   | To My Daughter                                               |
| 22 oktober 2003   | Since Of Silence                                             |
| 29 oktober 2003   | When You Remember Me                                         |
| 05 november 2003  | Forget Me Never                                              |
| 12 november 2003  | Trapped In A Purple Haze                                     |
| 19 november 2003  | Forever Love                                                 |
| 26 november 2003  | Murder At 75 Birch                                           |
| 03 december 2003  | Someone She Knows                                            |
| 10 december 2003  | Crime Of Innocence                                           |
| 17 december 2003  | Switching Parents                                            |
| 07 januari 2004   | Beyond Betrayal                                              |
| 14 januari 2004   | Beyond Obsession                                             |
| 21 januari 2004   | Take My Advice: The Ann And Abby Story                       |
| 28 januari 2004   | Danger Of Love                                               |
| 04 februari 2004  | Black Widow Murders: The Blanch Taylor Story                 |
| 11 februari 2004  | Survive The Savage Sea                                       |
| 18 februari 2004  | No Child Of Mine                                             |
| 25 februari 2004  | The Flood: Who Will Save Our Children                        |
| 03 maart 2004     | With A Vengeance                                             |
| 10 maart 2004     | It Was Him Or Us                                             |
| 17 maart 2004     | A Killer Among Friends                                       |
| 24 maart 2004     | Without Her Consent                                          |
| 31 maart 2004     | Lies Of The Heart: The Story Of Laurie Kellogg               |
| 07 april 2004     | A Mother's Justice                                           |
| 14 april 2004     | Abduction Of Innocence                                       |
| 21 april 2004     | A Promise To Keep                                            |
| 28 april 2004     | Shattered Innocence                                          |
| 05 mei 2004       | A Fight For Justice                                          |
| 12 mei 2004       | There Was A Little Boy                                       |
| 19 mei 2004       | To My Daughter                                               |
| 26 mei 2004       | Death Of A Cheerleader                                       |
| 02 juni 2004      | When You Remember Me                                         |
| 09 juni 2004      | Where Are My Children?                                       |
| 16 juni 2004      | Spenser: Small Vices                                         |
| 23 juni 2004      | The Dissappearance Of Nora                                   |
| 30 juni 2004      | Border Line                                                  |
| 07 juli 2004      | Whose Child Is This? The War For Baby Jessica                |
| 14 juli 2004      | Point Last Seen                                              |
| 21 juli 2004      | Lies Of The Heart: The Story Of Laurie Kellogg               |
| 28 juli 2004      | As Time Runs Out                                             |
| 04 augustus 2004  | Unwed Father                                                 |
| 11 augustus 2004  | Their Second Chance                                          |
| 18 augustus 2004  | Trapped In A Purple Haze                                     |
| 25 augustus 2004  | Crash Course                                                 |
| 01 september 2004 | Shameful Secrets                                             |
| 08 september 2004 | Forever Lover                                                |
| 15 september 2004 | Almost Golden - The Jessica Savitch Story                    |
| 22 september 2004 | The Amy Fisher Story                                         |
| 29 september 2004 | Flood - A River's Rampage                                    |
| 06 oktober 2004   | Stolen From The Heart                                        |
| 13 oktober 2004   | Behind The Mask                                              |
| 20 oktober 2004   | A Vision Of Murder                                           |
| 27 oktober 2004   | One Kill                                                     |
| 03 november 2004  | Rivals                                                       |
| 10 november 2004  | Video Voyeur - The Susan Wilson Story                        |
| 17 november 2004  | A Murderous Affair - The Carolyn Warmus Story                |
| 24 november 2004  | Shattering The Silence                                       |
| 09 december 2004  | Cab To Canada                                                |
| 05 januari 2005   | Deep In My Heart                                             |
| 12 januari 2005   | In Broad Daylight                                            |
| 19 januari 2005   | Snap Decision                                                |
| 26 januari 2005   | Search For Justice                                           |
| 02 februari 2005  | The Other Woman                                              |
| 09 februari 2005  | For The Future: The Irvine Fertility Scandal                 |
| 16 februari 2005  | Whose Child Is This? The War For Baby Jessica                |
| 23 februari 2005  | Their Second Chance                                          |
| 02 maart 2005     | The Story Of Martha Stewart                                  |
| 09 maart 2005     | Dare To Love                                                 |
| 16 maart 2005     | Evelyn                                                       |
| 23 maart 2005     | Seeds Of Deception                                           |
| 30 maart 2005     | More Than Meets The Eye: The Joan Brock Story                |
| 06 april 2005     | First Do No Harm                                             |
| 13 april 2005     | Stolen From The Heart                                        |
| 20 april 2005     | Jenifer                                                      |
| 04 mei 2005       | Out Of The Ashes                                             |
| 11 mei 2005       | Tagged: The Jonathan Wamback Story                           |
| 18 mei 2005       | Forget Me Never                                              |
| 25 mei 2005       | Changing Hearts                                              |
| 07 september 2005 | Baby For Sale                                                |
| 14 september 2005 | A Time For Dancing                                           |
| 21 september 2005 | Labor Of Love: The Arlette Schweitzer Story                  |
| 28 september 2005 | And Then There Was One                                       |
| 05 oktober 2005   | The Matthew Shepard Story                                    |
| 12 oktober 2005   | The Many Trials Of One Jane Doe                              |
| 19 oktober 2005   | She's No Angel                                               |
| 26 oktober 2005   | All She Ever Wanted                                          |
| 02 november 2005  | The Other Side Of Love                                       |
| 09 november 2005  | Too Young To Be A Father                                     |
| 16 november 2005  | Ice Bound                                                    |
| 23 november 2005  | Sharing The Secret                                           |
| 30 november 2005  | My Sister's Keeper                                           |
| 07 december 2005  | One Kill                                                     |
| 14 december 2005  | Stolen Miracle                                               |
| 01 februari 2006  | For Hope                                                     |
| 08 februari 2006  | Switching Parents                                            |
| 15 februari 2006  | Search For Justice                                           |
| 22 februari 2006  | Taken Away                                                   |
| 01 maart 2006     | The Other Woman                                              |
| 08 maart 2006     | Seeds Of Deception                                           |
| 15 maart 2006     | My Name Is Kate                                              |
| 29 maart 2006     | Her Desperate Choice                                         |
| 05 april 2006     | Mermaid                                                      |
| 12 april 2006     | Just Ask My Children                                         |
| 19 april 2006     | Behind The Red Door                                          |
| 26 april 2006     | The Lost Child                                               |
| 03 mei 2006       | Ultimate Betrayal                                            |
| 17 mei 2006       | Point Last Seen                                              |
| 24 mei 2006       | Defending Our Kids: The Julie Posey Story                    |
| 31 mei 2006       | A Date With Darkness: The Trial And Capture Of Andrew Luster |
| 07 juni 2006      | Identity Theft: The Michelle Brown Story                     |
| 14 juni 2006      | Life With Billy                                              |
| 21 juni 2006      | In Broad Daylight                                            |
| 28 juni 2006      | At The End Of The Day: The Sue Rodriquez Story               |
| 05 juli 2006      | Forgotten Sins                                               |
| 12 juli 2006      | Untamed Love                                                 |
| 19 juli 2006      | Any Mother's Son                                             |
| 26 juli 2006      | The Littlest Victims                                         |
| 02 augustus 2006  | The Unspoken Truth                                           |
| 09 augustus 2006  | No One Could Protect Her                                     |
| 16 augustus 2006  | A Mother's Testimony                                         |
| 23 augustus 2006  | Mockingbird Don't Sing                                       |
| 30 augustus 2006  | Homeless To Harvard: The Liz Murray Story                    |
| 06 september 2006 | Two Small Voices                                             |
| 13 september 2006 | Crash Course                                                 |
| 20 september 2006 | Fighting For My Daughter                                     |
| 27 september 2006 | Prison Of Secrets                                            |